# Вільям Бейлі
Вільям Бейлі (англ. William Baly; нар. 1814, Кінґс-Лінн — пом. 28 січня 1861, Вімблдон) — англійський лікар.

## Біографія
Народився в Кінґс-Лінн, графство Норфолк (1814). Після завершення медичної освіти в Королівській колегії хірургів та Товаристві аптекарів — продовжив навчання в Парижі, Гайдельберзі та Берліні. Отримавши докторський ступінь у Берлінському університеті (зараз — Берлінський університет імені Гумбольдтів) в 1836 році, Бейлі повернувся до Лондона і відкрив приватну практику. Пізніше він був викладачем і лікарем у лікарні Святого Варфоломія (англ. St Bartholomew's Hospital), а в 1859 році — призначений «екстраординарним лікарем» королеви Вікторії.
Бейлі провів значні дослідження дизентерії та холери. У 1840-х роках він працював тюремним лікарем у Мілбанковській в'язниці і опублікував важливий трактат про хвороби та гігієну в'язниць. Опублікував англійський переклад книги Йоганна Петера Мюллера «Елементи фізіології» (нім. Handbuch der Physiologie des Menschen). 
У 1847 році обраний — Членом Королівського товариства, а в тому ж році — гулстонський лектор з дизентерії в Королівському коледжі хірургів.
Бейлі загинув у залізничній катастрофі біля Вімблдону, на південний захід від Лондона, 28 січня 1861 року; він похований на цвинтарі Кенсал-Ґрін у Лондоні.
Бейлі був — Членом Королівського коледжу лікарів, який раз на два роки присуджує — «Медаль Бейлі» з фізіології, названу його ім'ям.

## Публікації
- «Elements of Physiology», (Translation with Notes by William Baly, author: Johannes Peter Muller, translator: William Baly) (2 vols. London, 1838–42)
- «Diseases in Prisons», Medico-Chirurgical Transactions, (vol. XXVIII, 1845)
- «Recent Advances in the Physiology of Motion, the Senses, Generation, and Development. Being a Supplement to the 2nd Volume of Professor Muller's Elements of Physiology» (London, 1848)
- «Reports on Epidemic Cholera» (2 parts) (London, 1854)